# Juan Gandulla Habichuela
Juan Gandulla "Habichuela" (apellido materno según fuentes: Padilla o Gómez y apodado "Habichuela") (n. Cádiz; 5 de mayo de 1871 - f. Madrid; 21 de mayo de 1925) guitarrista español flamenco.

## Biografía
Se inicia en Cádiz y pronto alterna entre su ciudad natal y Sevilla, fue discípulo del maestro José González Patiño y sustituye a Javier Molina en el Salón Filarmónico y dirige un cuadro flamenco al poco.
Pronto empieza a ser guitarrista de acompañamiento de cantaores de la talla de Antonio Chacón, La Niña de los Peines, Juan Mojama, Escacena o Niño Medina. Grabó con Manuel Torre y La Serrana, además de ser acompañante de baile de Las Hijas del Ciego o Las Coquineras, La Macarrona, El Estampío, La Malena y Pastora Imperio.